# Proyecto sobre el pleno acceso digital a los archivos de la Sociedad de las Naciones
El Proyecto sobre el pleno acceso digital a los archivos de la Sociedad de las Naciones, LONTAD por sus siglas en inglés, es un proyecto de digitalización a gran escala subvencionado para digitalizar, preservar y brindar acceso en línea a los archivos de la Sociedad de las Naciones. Su objetivo principal es modernizar el acceso a los archivos para investigadores, instituciones educativas y el público en general. El proyecto generará 250 terabytes de datos (casi 30 millones de archivos digitales), más de 500.000 unidades de metadatos descriptivos y el realojamiento, la preservación y la conservación de los archivos físicos (casi 3 kilómetros lineales). El proyecto es gestionado por la Sección de Memoria Institucional (IMS) de la Biblioteca de la Oficina de las Naciones Unidas en Ginebra, comenzó en 2017 y se prevé que finalice en 2022.

## Archivos de la Sociedad de las Naciones
Los archivos de la Sociedad de las Naciones constan de aproximadamente 15 millones de páginas de contenido que se remontan a la creación de la Sociedad de las Naciones en 1919 y se extienden hasta su disolución, iniciada en 1946. La colección se encuentra en la Oficina de las Naciones Unidas en Ginebra y es considerada una colección histórica de los Archivos de las Naciones Unidas en Ginebra.

## Operaciones del proyecto
El proyecto, centrado en la digitalización, la preservación digital y física, y el acceso en línea, está dividido en tres operaciones principales: la predigitalización, el escaneo y la posdigitalización. Cada operación es ejecutada por un equipo especializado.

### Predigitalización

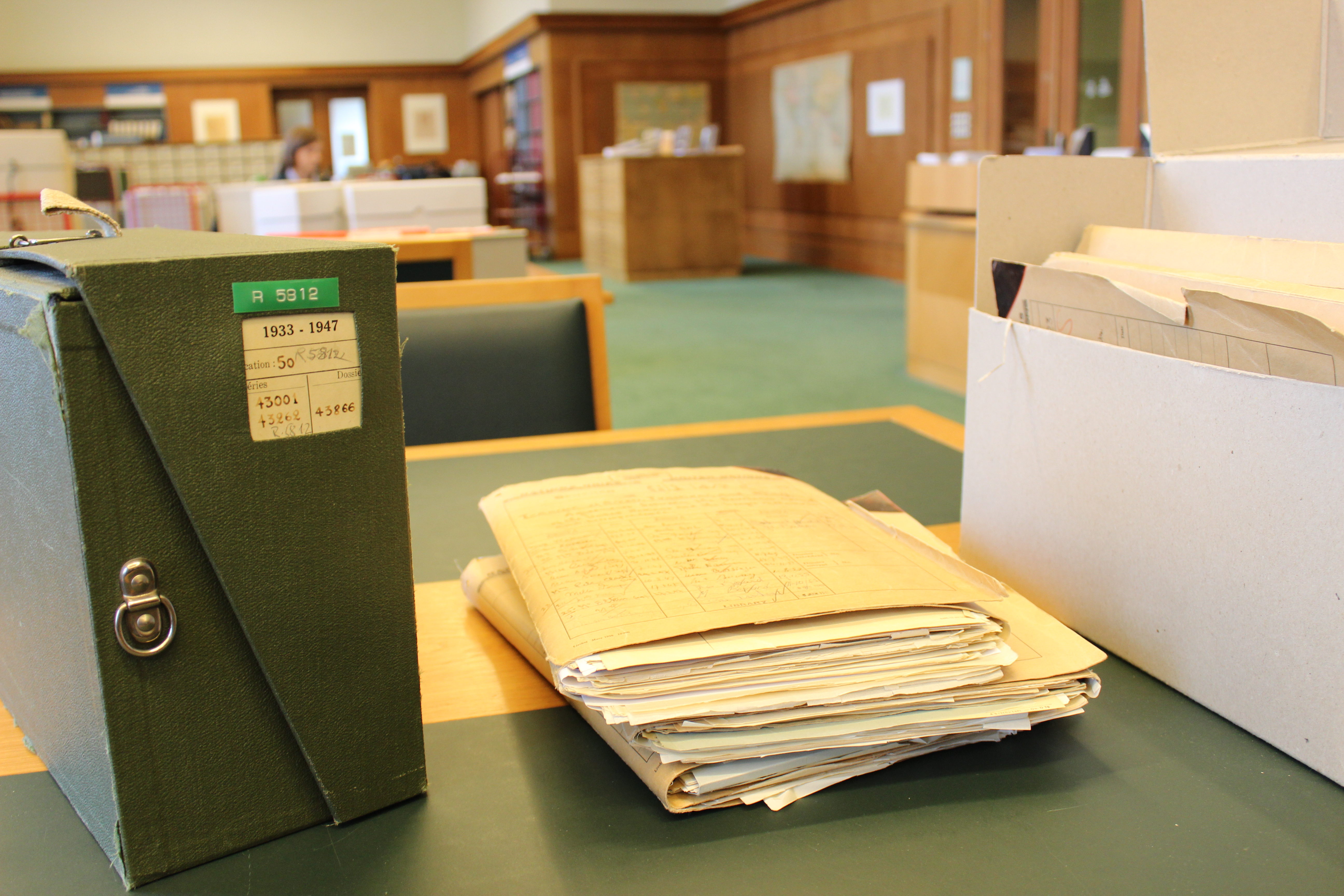
Muestra de cajas y documentos de los archivos de la Sociedad de las Naciones. La caja verde es una de las muchas cajas originales que serán reemplazadas con cajas de archivo libres de ácido en la etapa de predigitalización.

Las actividades de predigitalización se centran en la preparación física y el tratamiento de preservación . El equipo de predigitalización repara y estabiliza el papel dañado, asegura los materiales en sobres de preservación para garantizar su estabilización a largo plazo y aísla las fotografías con papel de preservación fotográfico. A continuación, los archivos se clasifican, ordenan e indexan de acuerdo con los estándares del proyecto y se incorporan en el sistema de gestión de archivos.

### Escaneo
LONTAD trabaja en estrecha colaboración con una empresa externa especializada en escaneo. Se utilizan escáneres aéreos diseñados para la digitalización del patrimonio cultural. Se crean un archivo maestro (formato JPEG-2000 ) y un archivo de acceso (PDF) que luego de ser procesados con reconocimiento óptico de caracteres ROC/OCR pasan al equipo de posdigitalización.

### Posdigitalización
Las actividades de posdigitalización se centran en el control de calidad y la creación de metadatos. El equipo de posdigitalización realiza el control de calidad de las imágenes escaneadas. También hace un control de calidad físico de una muestra de materiales para garantizar su conservación a largo plazo.
La creación de metadatos consiste en la descripción archivística y la indexación. Los metadatos descriptivos generados son el componente clave para brindar acceso a la colección digital. El equipo de posdigitalización también se encarga para estandarizar y documentar los procesos de descripción, y utiliza el método MoSCoW para el control de calidad y la corrección de metadatos.
El equipo de posdigitalización garantiza la publicación en línea en el sistema de acceso digital, transfiere los archivos digitales al sistema de preservación digital y coordina algunas de las funciones de divulgación del proyecto, como Twitter y la mascota del proyecto, Lontadinho.

## Objetivos relacionados con la investigación
El proyecto LONTAD tiene como objetivo hacer que los archivos de la Sociedad de las Naciones sean más accesibles para los investigadores. Busca hacerlo en el marco de tres objetivos de investigación: movilizando el conocimiento y proporcionando acceso global; proporcionando un acceso uniforme y completo a través de una descripción archivística conforme con la Norma Internacional General de Descripción Archivística - ISAD(G); y, proporcionando nuevas formas de análisis, particularmente en el ámbito de las humanidades digitales .